# NGC 4991
NGC 4991 (другие обозначения — ZWG 44.13, PGC 45604) — спиральная галактика (Sb) в созвездии Дева.
Этот объект входит в число перечисленных в оригинальной редакции «Нового общего каталога».